# 고질라 8 - 고질라 대 바다 괴물
고질라 8 - 고질라 대 바다 괴물(Godzilla Versus The Sea Monster)은 일본에서 제작된 후쿠다 준 감독의 1966년 영화이다. 타카라다 아키라 등이 주연으로 출연하였고 타나카 토모유키 등이 제작에 참여하였다.

## 출연

### 주연
- 타카라다 아키라
- 쿠미 미즈노
- 히라타 아키히코

### 조연
- 타자키 준
- 수나즈카 히데오
- 토긴 초타로
- 이부키 토루
- 와타나베 토오루
- 아마모토 에이세이

## 제작진
- 미술: 키타 타케오